# Radartransponder

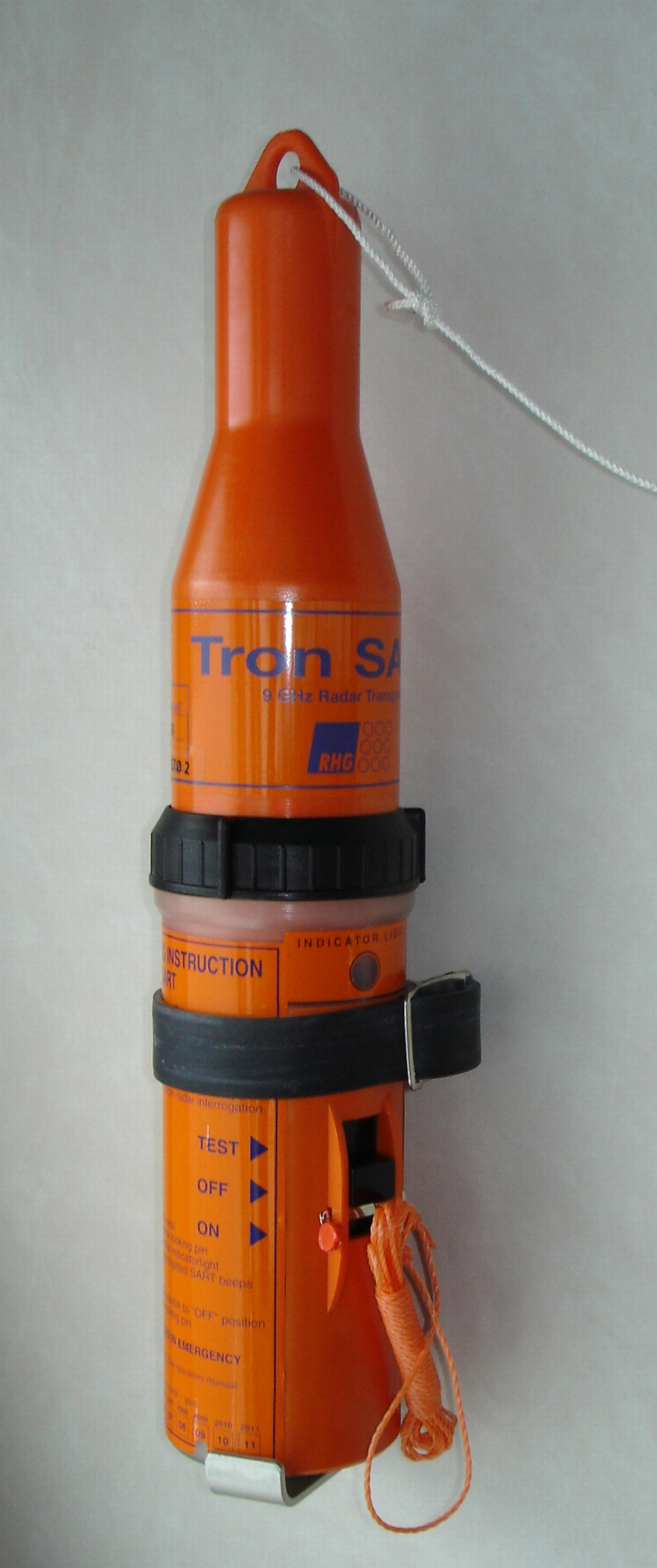
Een radartransponder aan boord van een Noorse veerboot

Een radartransponder is een SART (Search and Rescue Transponder) werkend op de radarfrequenties. Het is een hulpmiddel bij het lokaliseren van personen tijdens een reddingsoperatie (search-and-rescueoperatie) van schepen in nood. Wanneer men bij een noodgeval verplicht is het schip te verlaten, moet men de SART meenemen in de reddingsboot en hem in stand-by zetten. Als deze dan een signaal van een radar ontvangt, zal hij een eigen signaal terugzenden dat bestaat uit 12 "zaagtanden". Dit resulteert dan in een karakteristiek beeld op het radarscherm, waardoor personen in nood teruggevonden kunnen worden. De SART werkt op een frequentie van 9 GHz.
Een radartransponder kan informatie versturen naar de X-bandradar van assisterende schepen. Zodra men de SART aanschakelt wordt deze in stand-byconditie geplaatst. Wanneer de SART een signaal ontvangt van eender welke X-bandradar (bijvoorbeeld een assisterend schip bij de zoekactie) gaat de SART automatisch in de zendtoestand en zendt een signaal uit dat bestaat uit 12 zaagtanden in de X-band. Deze uitzending resulteert bij de assisterende schepen in een lijn van 12 stippen op het radarscherm. Zo vormen deze stippen een aanduiding van de positie van de SART.
De bemanning van een schip in nood moet de radartransponder meenemen in de reddingseenheid (reddingsboot of reddingsvlot) en bij voorkeur op een hoogte plaatsen van minimum 1 meter (de golfhoogten verminderen de detectie van de radarsignalen). De SART werkt op een frequentie van 9 GHz, net zoals de X-bandradar.
De SART is uitgerust met een batterij die regelmatig moet worden vervangen. De assisterende schepen kunnen de SART activeren en een signaal ontvangen tot ongeveer 7 zeemijl. Bij helikopters heeft de SART een bereik tot 30 zeemijl.